# ウィンザー城

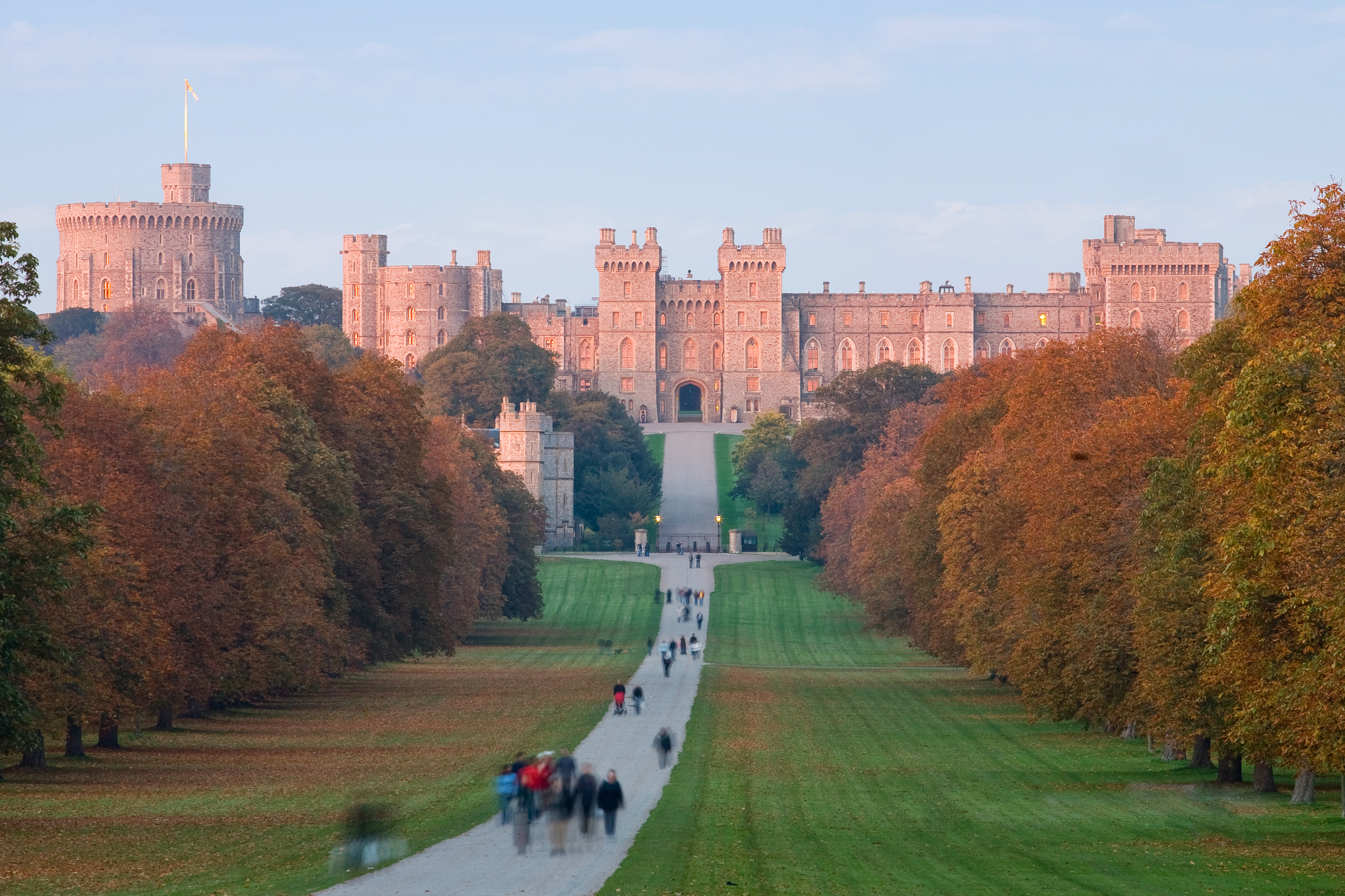
グレート・パークから見たウィンザー城

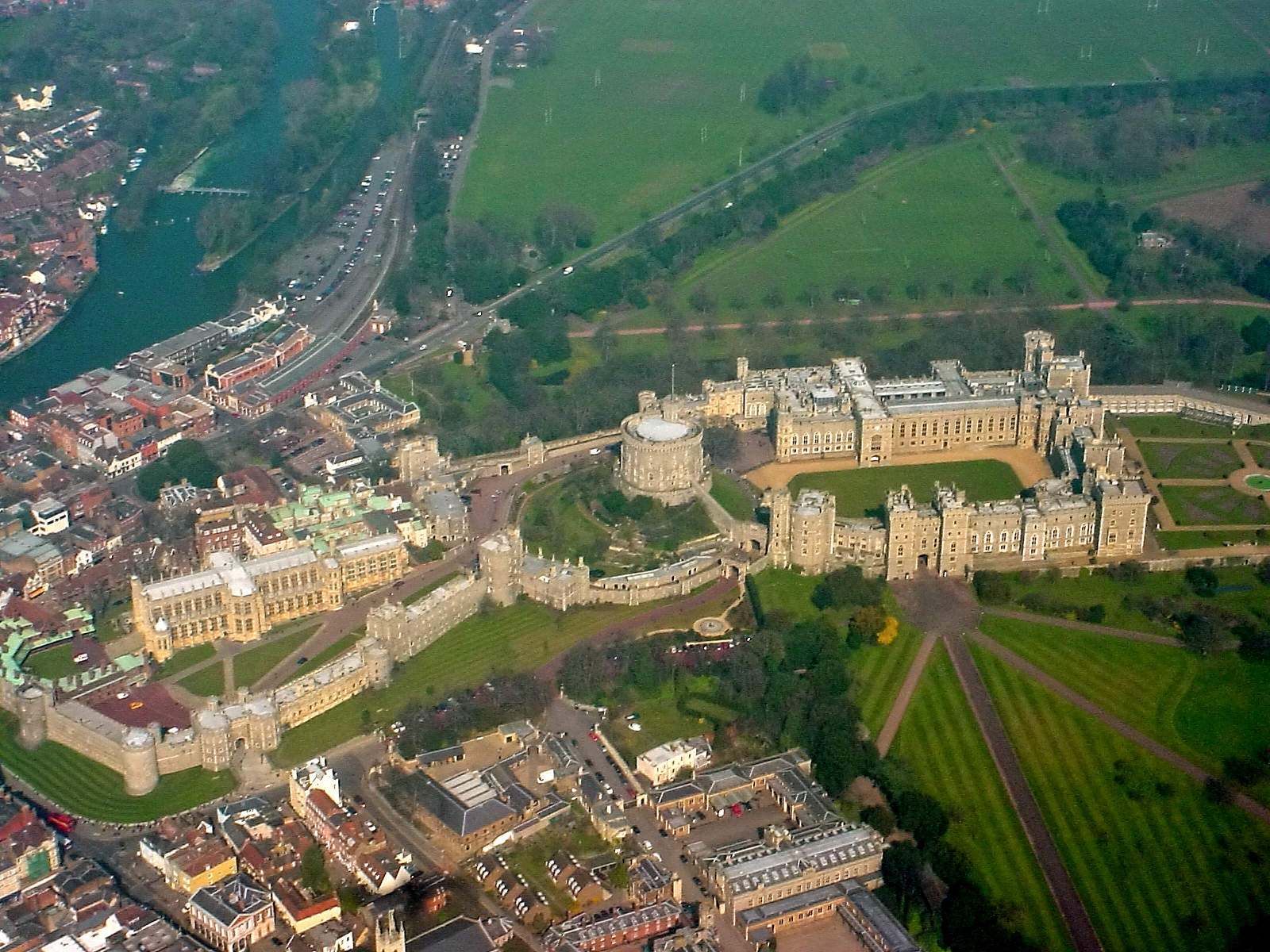
航空写真

ウィンザー城（ウィンザーじょう、英語: Windsor Castle）は、英国のバークシャー州ウィンザーにあるイギリスの君主の公邸の一つである。首都ロンドンの西34kmに位置し、テムズ川南岸に築かれた。イギリス王室の所有で、イギリス国王が週末に過ごす場所でもある。およそ45,000平方メートルの床面積を持ち、ウィンザー城は住居者がいるものとしては世界最大の城で、ヨーロッパでもっとも長く使われている王宮である。なおロイヤル・コレクションで、王室図書館にレオナルド・ダ・ヴィンチ手稿が蔵されていることでも著名である。ウィンザーの町中にあり、裏手にはウィンザー・グレート・パークが広がっている。
国王が週末を過ごすためにここを訪れているときには王室旗が、平日などのいないときにはイギリス国旗がはためいている。

## 歴史
11世紀のウィリアム1世がこの地に木造のモット・アンド・ベーリー形式の砦を築いたのが始まりで、その後何世紀にもわたって建て替えられてきた。城内はロウァー、ミドル、アッパーの3つのウォードと呼ばれる部分に分かれている。ウィリアム1世の砦は現在のウィンザー城のミドル・ウォード、円形の塔の部分に建てられたものであった。
ヘンリー2世は木製の防壁を石造りにし、また初めて石造りのキープ（城の心臓部となる、中央の塔）を建設した。ヘンリー3世によって建設された西部の防壁はその一部が現在にも残っており、現存するこの城の最古のものである。1350年より、城はエドワード3世によって一部を残して取り壊され、新しいものに再建された。またその後も建物が追加、改修されていった。

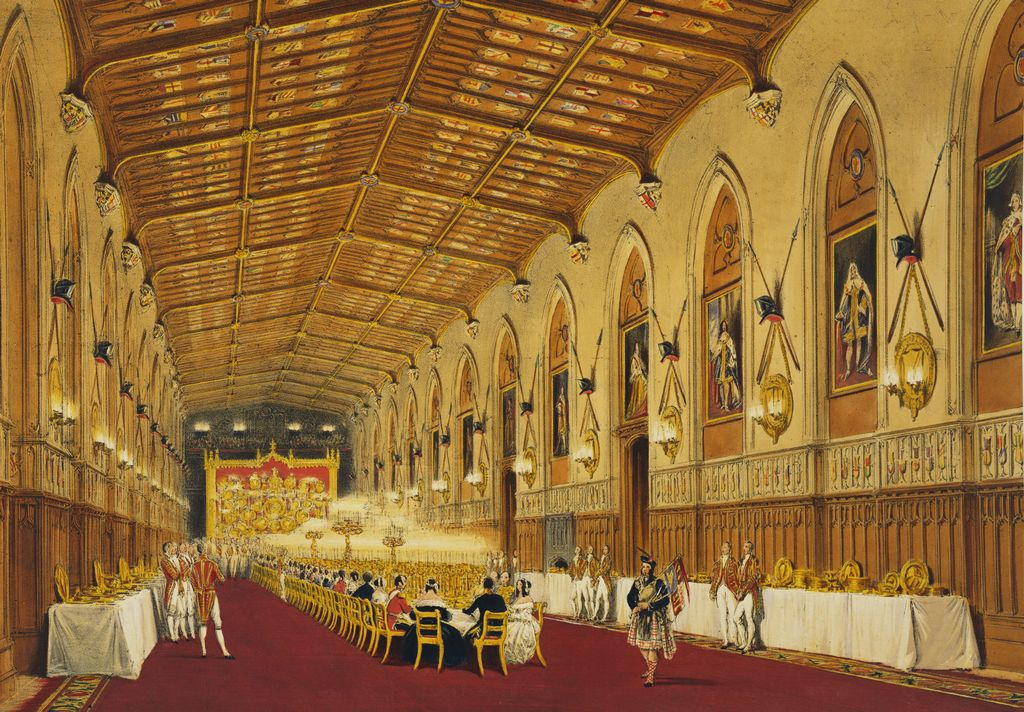
ジェフリー・ワイアットヴィルによるセント・ジョージズ・ホールの1848年のスケッチ

上の城郭アッパー・ウォードには、庭園を囲むように王室の建物が配置されており、賓客の間、儀式の間、国王・女王の居間や寝室がある。公式諸間(ステート・アパートメント)は、1824年から1866年の間に、イギリス王ジョージ4世、ウィリアム4世とイギリス女王ヴィクトリアのために建てられた。1820年時代、ジョージ4世と建築家ジェフリー・ワイアットヴィル (Jeffry Wyatville)は、ウィンザー城のステート・アパートメントの大規模な改修を行った。この改修に、これより前の1800年から1811年の間にジェームズ・ワイアット が造った部分を合わせたものが、現在のゴシック式の城である。
2020年、イースト・テラス・ガーデンが40年ぶりに一般公開された。

### 1992年ウィンザー城火災
ステート・アパートメントは1992年11月20日に発生した火災で大きな損害を受け、1994年から1997年にかけて修復がおこなわれた。

## 聖ジョージ礼拝堂

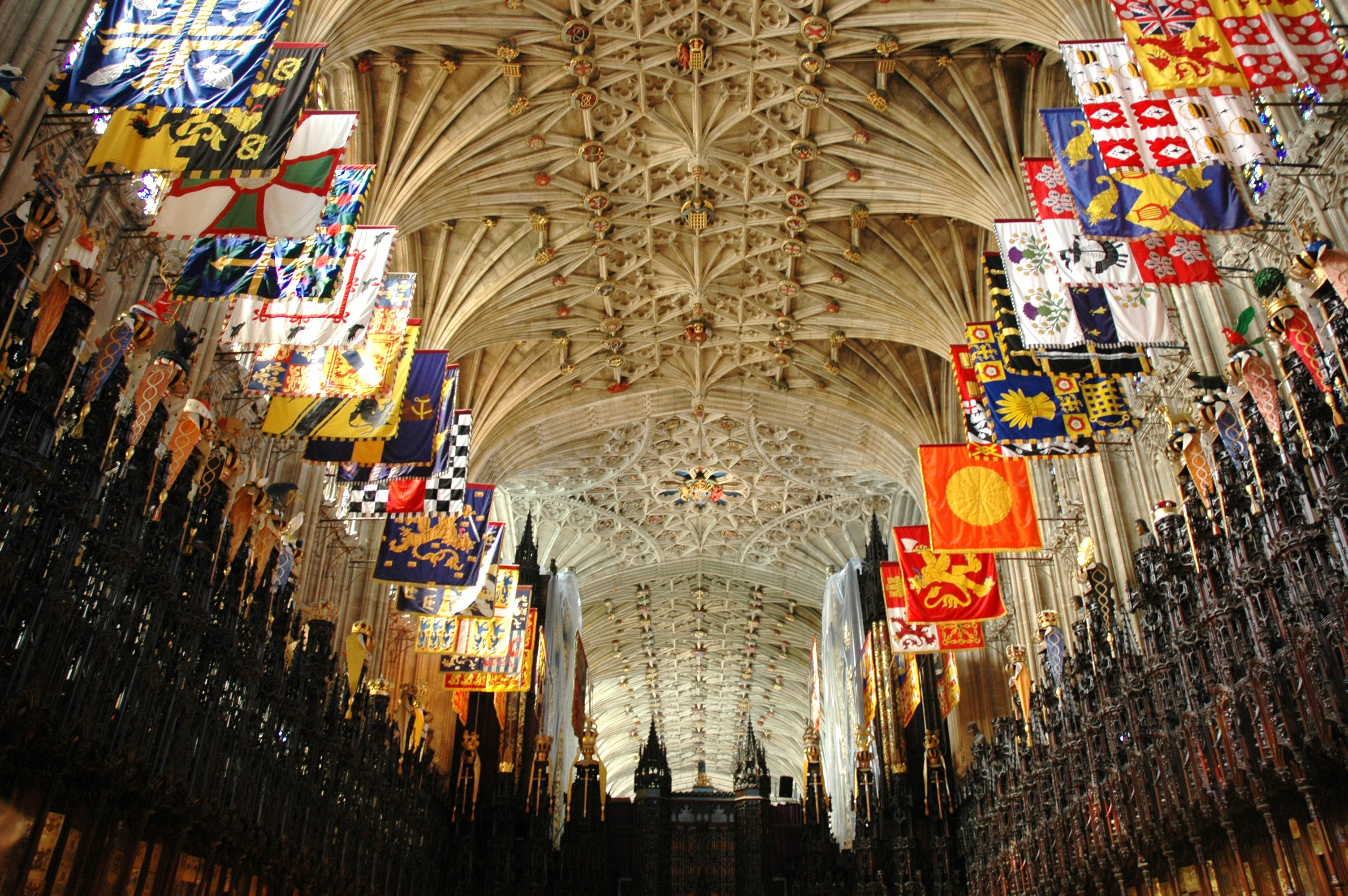
聖ジョージ礼拝堂に掲げられたガーター勲爵士のバナー

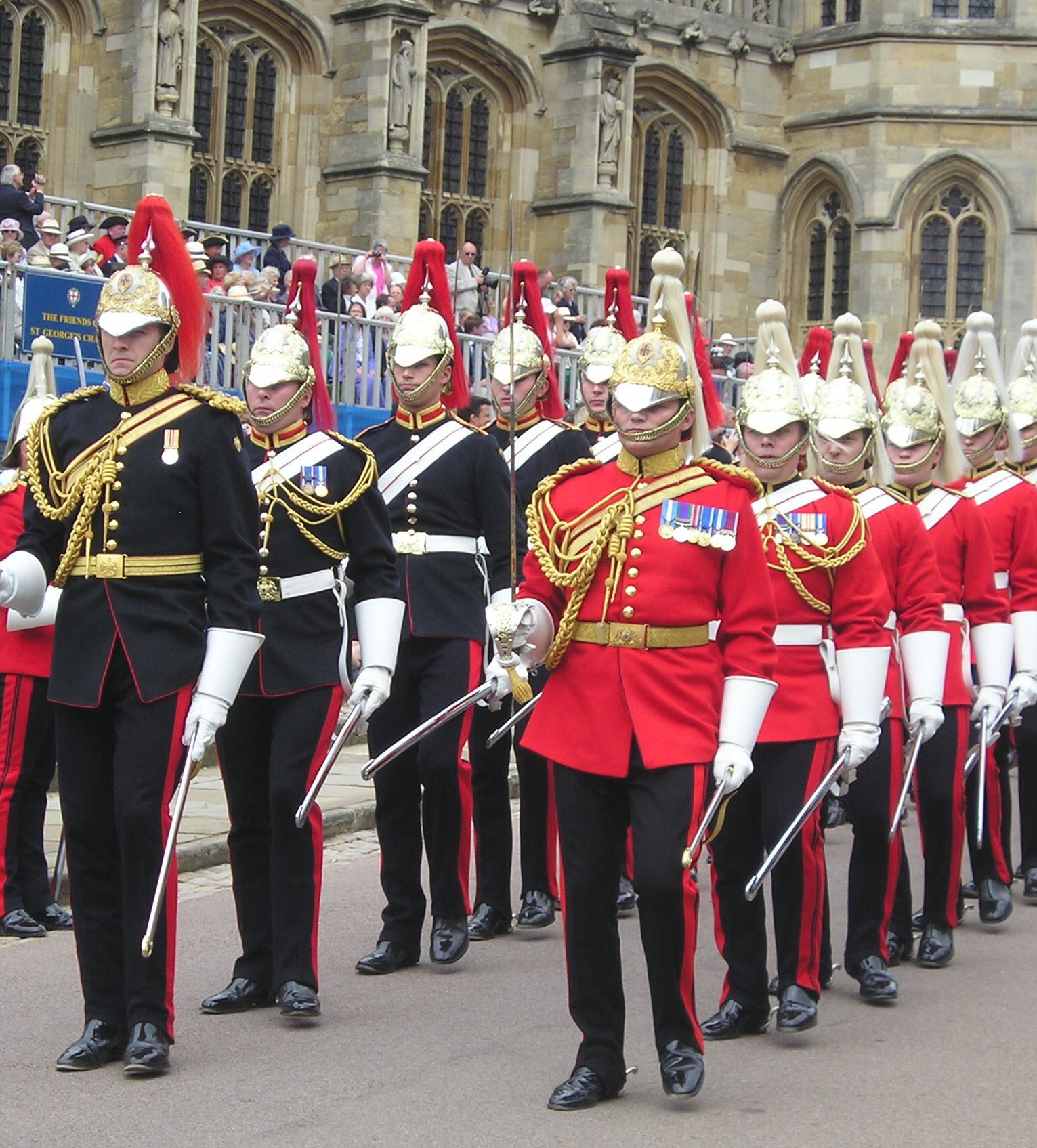
ガーターセレモニーで徒歩行進する王室騎兵隊

ウィンザー城内ロウァー・ウォードにあり、ガーター騎士団のために創建されたイングランド国教会の礼拝堂であると共に、英国王、王族のための礼拝堂。エドワード4世の時代に起工された、ゴシック風垂直式の歴史的建造物であるが、王室墓廟としてウェストミンスター寺院に次いで重要である。身廊と有名な扇形ヴォールト天井はヘンリー7世の下で完成された。
ヘンリー8世やその3番目の王妃ジェーン・シーモアを含む10人の王と女王ならびに他の王族と貴族の最終的な休息所であるだけでなく、チャペルはヴィクトリア女王の子供たちをも含むその歴史を通して14の王室の結婚式を主催した。チャールズ3世（当時皇太子）が2005年にウィンザー市役所でカミラ妃と結婚した後、この礼拝場で祈りと祝福の儀式が行われた。
1948年以来、毎年6月には城内の聖ジョージ礼拝堂においてガーター勲章の叙任式「ガーターセレモニー（Garter Ceremony）」が行われ、王室騎兵隊の行進など各種のイベントが開かれる。聖ジョージ礼拝堂の天井や内陣はガーター騎士団の勲章を授与した貴族の家紋を描いた旗やエンブレムで飾られている。

## ウィンザー・グレート・パーク
ウィンザー城の裏からアスコットまでの約40平方マイルにも及ぶ公園。ロイヤルアスコット開催の時には、女王エリザベス2世自ら、ウィンザー城から馬車に乗って臨席し、レース表彰式では女王自ら優勝馬関係者に優勝トロフィーを贈呈していた。

## 交通
- ウィンザーにはウィンザー・アンド・イートン・セントラル（Windsor and Eton Central）駅とウィンザー・アンド・イートン・リバーサイド（Windsor and Eton Riverside）駅の2つの駅がある。

## ギャラリー

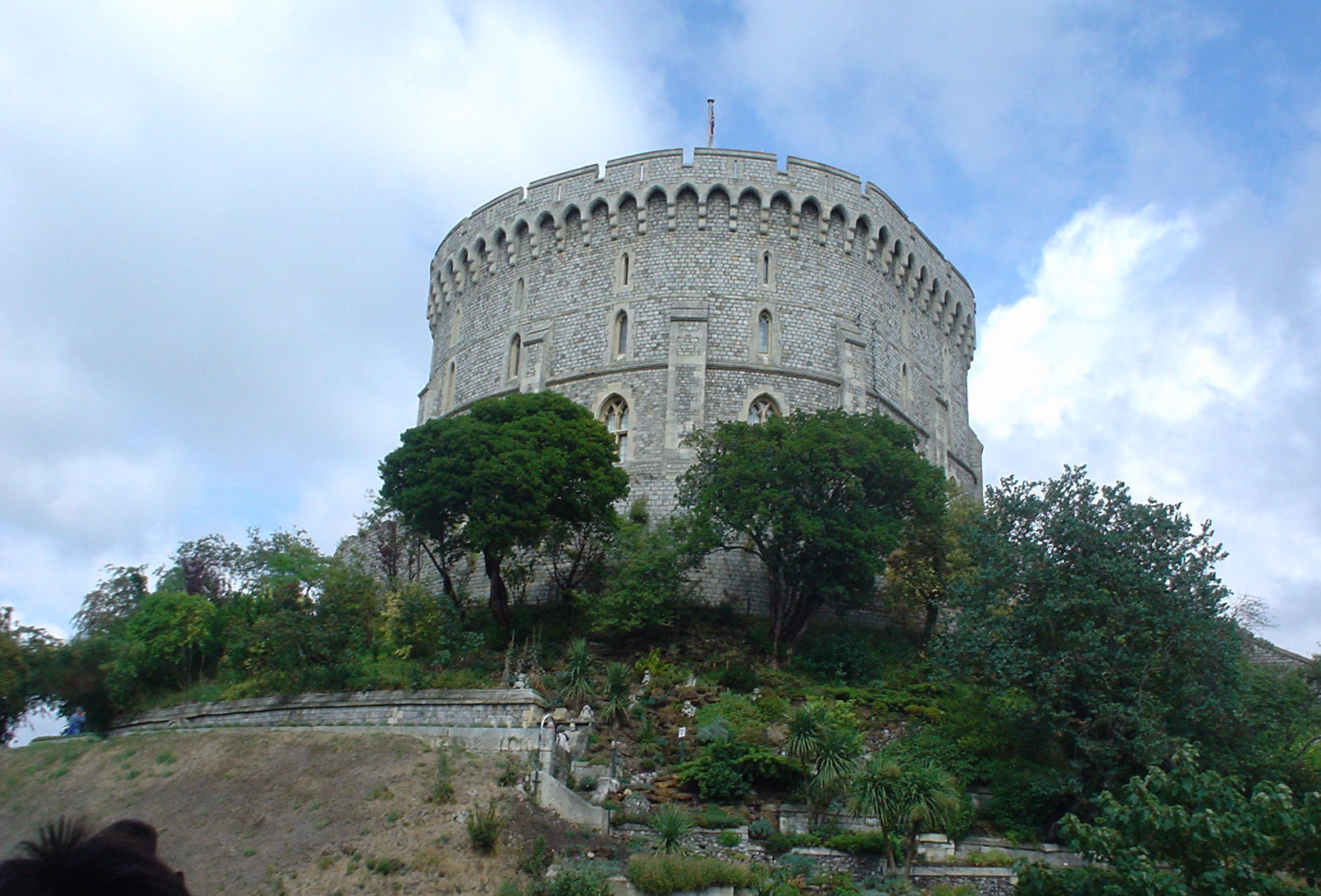
ラウンドタワー
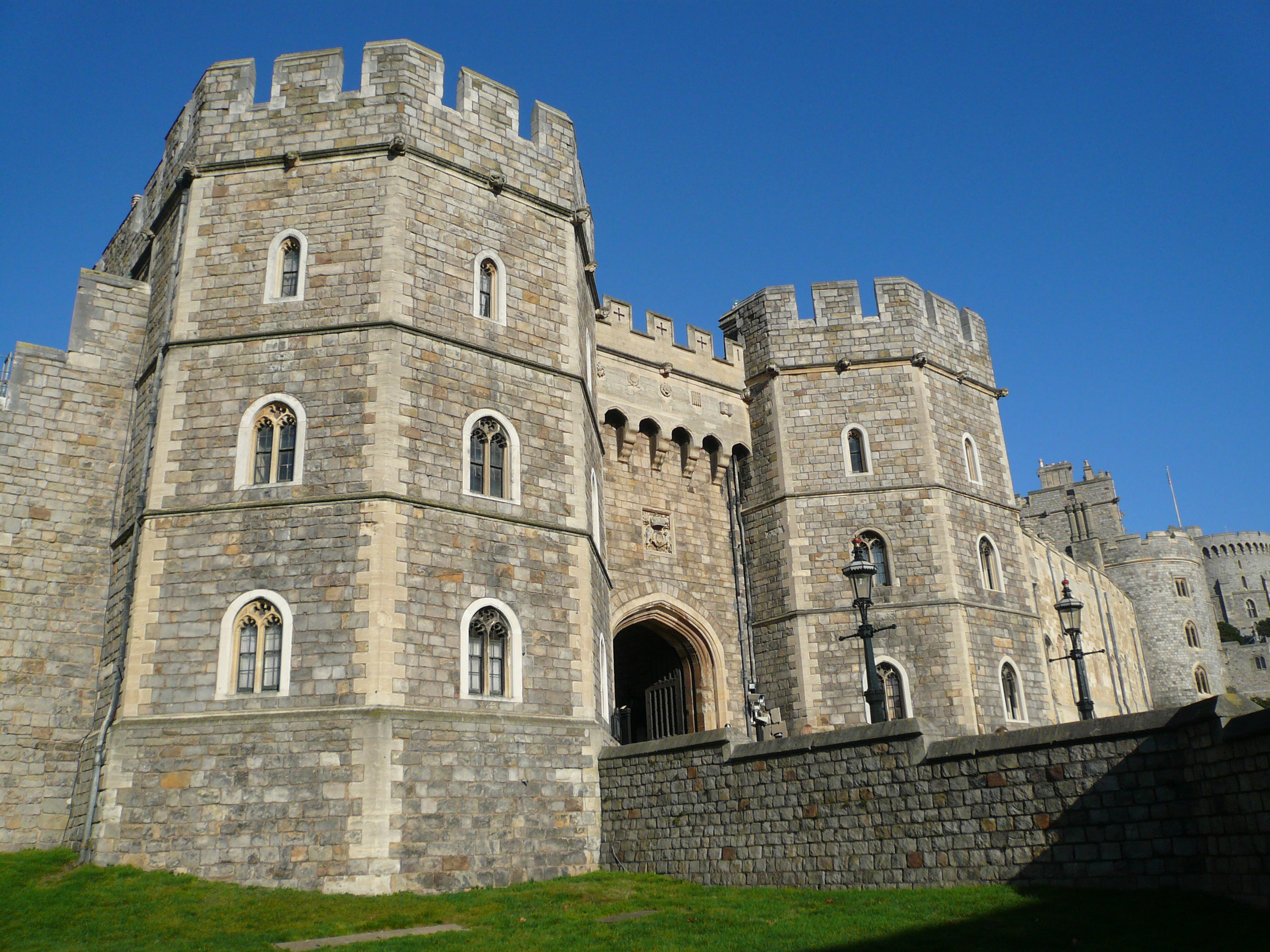
ヘンリ8世門
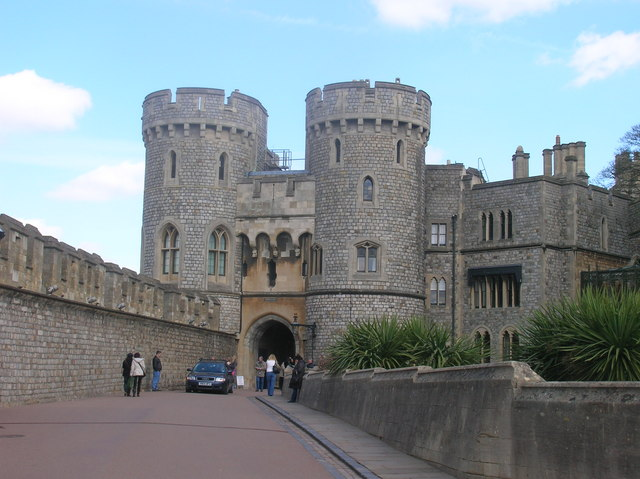
ノルマン門
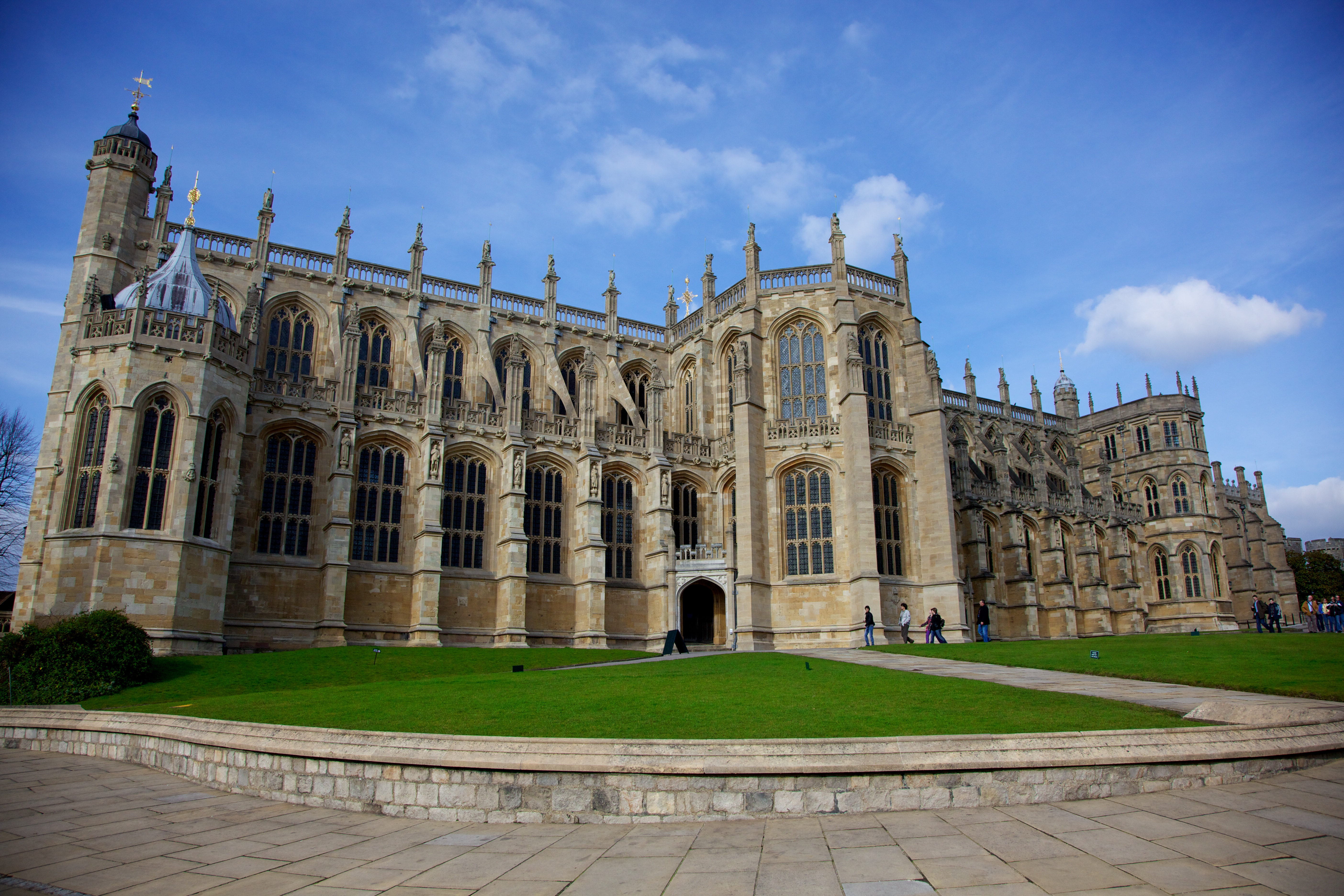
聖ジョージ礼拝堂
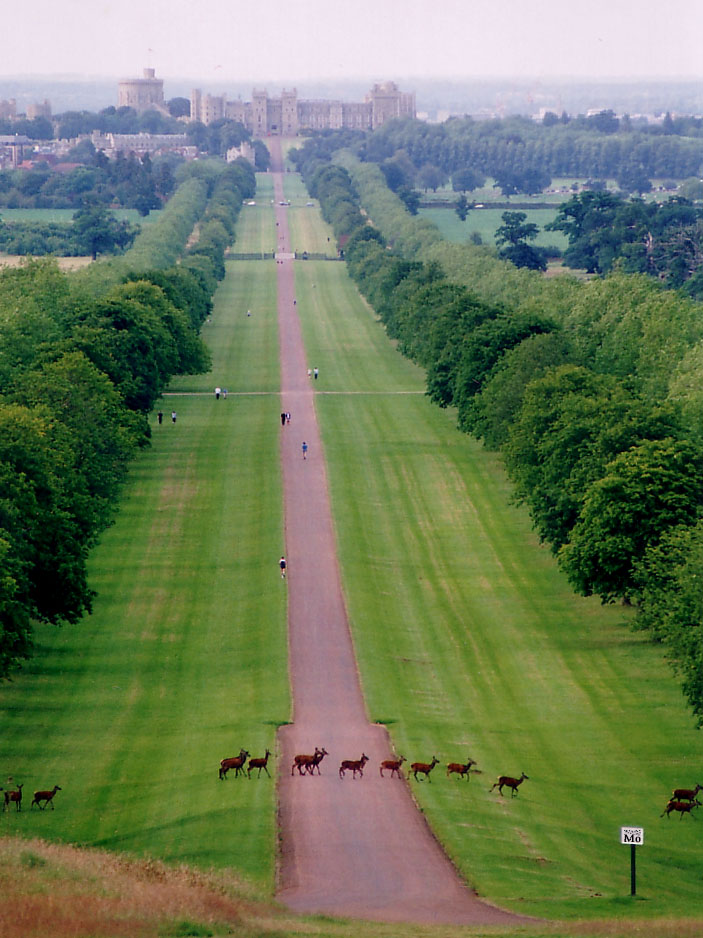
ロング・ウォーク
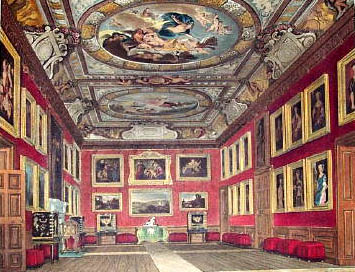
内部